# Державний комітет України з промислової безпеки, охорони праці та гірничого нагляду

Держа́вний коміте́т Украї́ни з промисло́вої безпе́ки, охоро́ни пра́ці та гірни́чого на́гляду (Держгірпромна́гляд) — колишній спеціально уповноважений центральний орган виконавчої влади з промислової безпеки, охорони праці, державного гірничого нагляду та державного регулювання у сфері безпечного поводження з вибуховими матеріалами промислового призначення.
Ліквідований 9 грудня 2010. Функції комітету покладені на Державну службу гірничого нагляду та промислової безпеки України та Державну інспекцію техногенної безпеки України;
Діяльність Держгірпромнагляду спрямовувалася і координувалася Кабінетом Міністрів України

## Історія
- Утворений постановою Кабінету Міністрів України від 23 листопада 2006 N 1640

## Неефективне і неекономне використання коштів
10 лютого 2009 Комітет Верховної Ради України з питань соціальної політики та праці заслухав інформацію Рахункової палати про результати аналізу та перевірки використання Державним комітетом України з промислової безпеки, охорони праці та гірничого нагляду коштів державного бюджету.
Представник Рахункової палати, виступаючи на засіданні Комітету, відзначив неефективне і неекономне використання Держгірпромнаглядом бюджетних коштів, зокрема:
- в прикладних розробках у сфері охорони праці, а також
- завдання державі збитків при придбанні і утриманні легкових автомобілів.

За його словами, діяльність Держгірпромнагляду стосовно підвищення рівня промислової безпеки та охорони праці є неефективною, а дієвість державного контролю падає.
За результатами обговорення члени Комітету визнали діяльність Державного комітету такою, що потребує удосконалення і рекомендували виправити виявлені недоліки.